# 蔵研也
蔵 研也（くら けんや、1966年 - ）は、日本の経済学者、元岐阜聖徳学園大学准教授。

## 人物・来歴
1966年、富山県氷見市出身。蔵琢也は兄。
1988年、東京大学法学部卒業。
1991年、サンフランシスコ大学経済学MA（修士号）取得。
1995年、カリフォルニア大学サンディエゴ校経済学Ph.D.取得。同年、名古屋商科大学経済学部専任講師。
1997年、岐阜聖徳学園大学経済情報学部准教授となる。
2022年、岐阜聖徳学園大学退職

## 著書
- 『現代のマクロ経済学 ルーカスとその還元主義的方法論をめぐって』日本図書刊行会 1997年
- 『国家は、いらない』洋泉社 2007年
- 『無政府社会と法の進化 アナルコキャピタリズムの是非』木鐸社 2007年
- 『リバタリアン宣言』朝日新書 2007年
- 『18歳から考える経済と社会の見方』春秋社 2016年
- 『ハイエクといっしょに現代社会について考えよう』春秋社、2022年

### 翻訳
- J.フィリップ・ラシュトン『人種・進化・行動』蔵琢也共訳. 博品社 1996年
- ヘスース・ウエルタ・デ・ソト『通貨・銀行信用・経済循環』春秋社 2015年
- ヘスース・ウエルタ・デ・ソト『オーストリア学派 市場の秩序と起業家の創造精神』春秋社 2017年7月
- エドワード・ダットンほか『知能低下の人類史 忍び寄る現代文明クライシス』春秋社、2021年

### 論文
- 蔵研也